# Rokujō
Rokujō (六条天皇 Rokujō-tennō; 28 dicembre 1164 – 23 agosto 1176) è stato il 79º imperatore del Giappone secondo il tradizionale ordine di successione.

## Biografia
Il suo regno ebbe inizio nel 1165  terminando poi nel 1168. Il suo nome personale era Nobuhito-shinnō (?, Nobuhito-shinnō).
Figlio dell'imperatore Nijō, data la sua giovane età alla morte non ebbe figli. Il suo corpo venne sepolto a Seikanū-ji no Misasagi, città di Kyoto.